# Brooklyn Nine-Nine
Brooklyn Nine-Nine är en amerikansk TV-serie, som började sändas 17 september 2013 i USA på TV-kanalen Fox. Serien är skapad av Dan Goor och Michael Schur, och medverkande skådespelare är Andy Samberg, Andre Braugher, Melissa Fumero, Stephanie Beatriz, Terry Crews, Joe Lo Truglio, Chelsea Peretti, Dirk Blocker och Joel McKinnon Miller. Den 10 maj 2018 övertog NBC serien efter att Fox bestämde för att inte göra en sjätte säsong.

## Handling
Serien utspelar sig på en polisstation i Brooklyn, New York. Där arbetar den lekfulle men duktige detektiven Jake Peralta, tillsammans med sina kollegor, den ordentliga Amy Santiago, den tuffa Rosa Diaz och den trofaste Charles Boyle. Stationens befäl är den stoiske Ray Holt och hans underordnade Terry Jeffords, en muskulös familjefader. Dessutom arbetar som HR-ansvariga de två klantiga detektiverna Hitchcock och Scully, som helst inte vill röra sig från sina kontorsstolar. Från att ha levt ett bekvämt liv under ett befäl utan krav, får Peralta och hans kollegor vänja sig vid att ta arbetet på allvar när Holt tar över stationen. Långsamt lär sig dock Peralta att uppskatta Holts ordningssinne, medan Holt blir mer öppen och vänlig när han ser vilka resultat Peralta lyckas få.

## Rollista (i urval)
- Andy Samberg – Jake Peralta
- Stephanie Beatriz – Rosa Diaz
- Terry Crews – Terry Jeffords
- Melissa Fumero - Amy Santiago
- Joe Lo Truglio – Charles Boyle
- Chelsea Peretti – Gina Linetti (huvudroll säsong 1–6)
- Andre Braugher – Raymond Holt
- Dirk Blocker – Michael Hitchcock (huvudroll från säsong 2, återkommande roll säsong 1)
- Joel McKinnon Miller – Norm Scully (huvudroll från säsong 2, återkommande roll säsong 1)

## Säsonger och avsnitt
Det första avsnittet sändes den 17 september 2013.
| Säsong | Säsong   |  | Avsnitt | Originaldatum USA | Originaldatum USA |
| Säsong | Säsong   |  | Avsnitt | Säsongspremiären  | Säsongsfinalen    |
| ------ | -------- |  | ------- | ----------------- | ----------------- |
|        | Säsong 1 |  | 22      | 17 september 2013 | 25 mars 2014      |
|        | Säsong 2 |  | 23      | 28 september 2014 | 17 maj 2015       |
|        | Säsong 3 |  | 23      | 27 september 2015 | 19 april 2016     |
|        | Säsong 4 |  | 22      | 20 september 2016 | 23 maj 2017       |
|        | Säsong 5 |  | 22      | 26 september 2017 | 20 maj 2018       |
|        | Säsong 6 |  | 18      | 10 januari 2019   | 16 maj 2019       |
|        | Säsong 7 |  | 13      | 6 februari 2020   | 23 april 2020     |
|        | Säsong 8 |  | 10      |                   |                   |

| Nr i serien | Nr i säsongen | Titel                       | Regissör                 | Manus                           | Sändningsdatum   | Tittarsiffror (miljoner) |
| ----------- | ------------- | --------------------------- | ------------------------ | ------------------------------- | ---------------- | ------------------------ |
| 1           | 1             | "Pilot"                     | Phil Lord & Chris Miller | Dan Goor & Michael Schur        | 9 maj 2013       | 6.17                     |
| 2           | 2             | "The Tagger"                | Craig Zisk               | Norm Hiscock                    | 9 december 2013  | 4.03                     |
| 3           | 3             | "The Slump"                 | Julie Anne Robinson      | Prentice Penny                  | 10 januari 2013  | 3.43                     |
| 4           | 4             | "M.E. Time"                 | Troy Miller              | Gil Ozeri                       | 10 augusti 2013  | 3.34                     |
| 5           | 5             | "The Vulture"               | Jason Ensler             | Laura McCreary                  | 10 mars 2013     | 3.43                     |
| 6           | 6             | "Halloween"                 | Dean Holland             | Lesley Arfin                    | 10 oktober 2013  | 3.77                     |
| 7           | 7             | "48 Hours"                  | Peter Lauer              | Luke Del Tredici                | 11 maj 2013      | 3.89                     |
| 8           | 8             | "Old School"                | Beth McCarthy-Miller     | Gabe Liedman                    | 11 december 2013 | 3.26                     |
| 9           | 9             | "Sal’s Pizza"               | Craig Zisk               | Lakshmi Sundaram                | 11 juli 2013     | 3.36                     |
| 10          | 10            | "Thanksgiving"              | Jorma Taccone            | Luke Del Tredici                | 11 februari 2013 | 3.69                     |
| 11          | 11            | "Christmas"                 | Jake Szymanski           | Dan Goor                        | 12 mars 2013     | 3.66                     |
| 12          | 12            | "Pontiac Bandit"            | Craig Zisk               | Norm Hiscock & Lakshmi Sundaram | 1 juli 2014      | 3.44                     |
| 13          | 13            | "The Bet"                   | Julian Farino            | Laura McCreary                  | 1 februari 2014  | 3.53                     |
| 14          | 14            | "The Ebony Falcon"          | Michael Blieden          | Prentice Penny                  | 1 september 2014 | 3.55                     |
| 15          | 15            | "Operation: Broken Feather" | Julie Anne Robinson      | Dan Goor & Mike Schur           | 2 februari 2014  | 15.07                    |
| 16          | 16            | "The Party"                 | Michael Engler           | Gil Ozeri & Gabe Liedman        | 2 april 2014     | 3.22                     |
| 17          | 17            | "Full Boyle"                | Craig Zisk               | Norm Hiscock                    | 2 november 2014  | 2.88                     |
| 18          | 18            | "The Apartment"             | Tucker Gates             | David Quandt                    | 2 januari 2014   | 2.66                     |
| 19          | 19            | "Tactical Village"          | Fred Goss                | Luke Del Tredici                | 3 april 2014     | 2.61                     |
| 20          | 20            | "Fancy Brugdom"             | Victor Nelli, Jr.        | Laura McCreary                  | 3 november 2014  | 2.49                     |
| 21          | 21            | "Unsolvable"                | Ken Whittingham          | Prentice Penny                  | 3 juni 2014      | 2.50                     |
| 22          | 22            | "Charges and Specs"         | Akiva Schaffer           | Gabe Liedman & Gil Ozeri        | 3 januari 2014   | 2.59                     |

## Sändning
I Sverige visas serien i TV6. Alla säsonger kan också streamas från Netflix.

## Utveckling och produktion
Den 10 maj 2018 avbröt Fox serien efter fem säsonger. Kort därefter meddelandes det att förhandlingar hade börjat med Hulu, TBS, NBC och Netflix för möjligheten att återuppliva serien för en sjätte säsong. Följande dag rapporterade TVLine att Hulu redan hade avstått serien. Kort därefter meddelade Dan Goor att NBC skulle fortsätta producera tretton avsnitt av serien.